# 9887 Ashikaga
9887 Ashikaga eller 1995 AH är en asteroid i huvudbältet som upptäcktes den 2 januari 1995 av den japanska astronomen Takao Kobayashi vid Ōizumi-observatoriet. Den är uppkallad efter den japanska staden Ashikaga.
Asteroiden har en diameter på ungefär 4 kilometer.